# Otto von Pfister-Schwaighusen
Otto von Pfister-Schwaighusen (* 10. Februar 1868 in Kassel; † 31. Juli 1952 in Wiesbaden) war ein deutscher Jurist, Schriftsteller und Dichter.

## Leben
Als Sohn von Hermann von Pfister-Schwaighusen geboren, besuchte Otto das humanistische Ludwig-Georgs-Gymnasium in Darmstadt und studierte von 1887 bis 1891 Rechtswissenschaften in Jena, Berlin, Marburg und Gießen. Während seines Studiums in Jena wurde er 1887 Mitglied der Burschenschaft Arminia auf dem Burgkeller. Nach seinem Referendarexamen, das er in Gießen ablegte, war er als Gerichtsakzessist am Amtsgericht Darmstadt tätig. 1892 war er für mehrere Monate in Prag. Nach Ablegung seines Assessorexamens arbeitete er am Amtsgericht Beerfelden und wurde 1899 Amtsrichter im oberhessischen Ortenberg. 1901 wurde er Staatsanwalt und ab 1906 Landrichter am Landgericht Darmstadt, wo er 1908 zum Landgerichtsrat ernannt und 1921 Landgerichtsdirektor wurde. Er war ständiger Vertreter des Landgerichtspräsidenten und Vorsitzender der Kammer für Handelssachen. Er war Mitglied der Deutschnationalen Volkspartei (DNVP), weshalb ihm eine Berufung zum Generalstaatsanwalt verwehrt wurde. 1933 ging er in den Ruhestand. 1944 wurde seine Wohnung ausgebombt, und er zog nach Wiesbaden. Er war ständiger Mitarbeiter der Kreuzzeitung, des Reichsboten und der Deutschen Tageszeitung. Er war schriftstellerisch tätig.
Er war Ehrenmitglied der Burschenschaften Germania Darmstadt (1920), Carolina Prag, Teutonia Czernowitz, Primislavia Berlin und Moguntia Mainz (1949).

## Veröffentlichungen (Auswahl)
- Deutsches Volkstum und Vaterland. Berlin 1911.
- Deutsch-Konservativ. Berlin 1913.
- Vom Fels zum Meer: Ein Volksbild aus dem Elsass. Berlin 1914.
- Neues deutsches Leben und Streben. Berlin 1915. (Online)
- Ziel und Sieg. Deutsche Tagesfragen. Darmstadt 1917.
- Schwarz-Rot-Gold! Dem deutschen Volke und seiner Nationalversammlung. Darmstadt 1919.
- Ewigkeitswerte von Volk und Vaterland. Berlin 1920.
- Glauben und Sehen fürs Vaterland. (Gedichte), Leipzig 1920.
- Deutschösterreich und das Deutsche Reich. Berlin 1923.
- Von Heimat und Volk, von Glück und Leid. (Gedichte), Leipzig 1926.
- Das Wesen und Ideal der Burschenschaft. Darmstadt, 9. Auflage 1933.
- Vergehen und Auferstehen im Neuen Reiche. (Gedichte), Heidelberg 1934.

## Weblink
- Literatur von und über Otto von Pfister-Schwaighusen im Katalog der Deutschen Nationalbibliothek

| Personendaten    | Personendaten                                |
| ---------------- | -------------------------------------------- |
| NAME             | Pfister-Schwaighusen, Otto von               |
| KURZBESCHREIBUNG | deutscher Jurist, Schriftsteller und Dichter |
| GEBURTSDATUM     | 10. Februar 1868                             |
| GEBURTSORT       | Kassel                                       |
| STERBEDATUM      | 31. Juli 1952                                |
| STERBEORT        | Wiesbaden                                    |